# 戀愛播放列表 (第一季)
《戀愛播放列表 (第一季)》（韓語：연애플레이리스트 시즌1），為韓國於2017年3月9日至2017年4月1日通過NAVER TV、V LIVE播出的網路劇。本劇講述大學生和20代之間的愛情。

## 演員陣容

### 主要人物
| 演員   | 角色   | 簡介                                                                           |
| 金亨錫 | 李賢勝 | 你真奇怪，但是我為什麼喜歡你？ 西延大學 企管系16。暖暖的大學前輩。             |
| 鄭信惠 | 鄭智媛 | 想成為哥哥唯一的人是我的慾望嗎？ 西延大學 企管系17。清澀的新生。               |
| 李宥珍 | 韓在仁 | 我喜歡你。可是在你面前不能說出來吧？ 西延大學 視覺設計系16。大咧咧的女性朋友。 |
| 崔希勝 | 金珉宇 | 朋友之間喜歡的話那就是犯規 西延大學 企管系16。挑剔的義力男。                   |
| 朴柾佑 | 姜潤   | 西延大學 化學工程系17。喜歡在仁的年下男。                                      |
| 任輝真 | 郭俊模 | 誰說來大學就會有女朋友！ 西延大學 企管系16。音樂社'音音音'會長                 |

## 各集標題
| 集數 （季） | 標題                                                         | 上線日期      |
| ----------- | ------------------------------------------------------------ | ------------- |
| Pilot1      | 男朋友與一名女子在喝酒 남친이 술자리에 여자와 같이 있다      | 2017年1月26日 |
| Pilot2      | 我的男性朋友有女朋友了 남사친에게 여친이 생겼다              | 2017年1月28日 |
| 1           | 我有三個男性朋友 나에게는 세 명의 남사친이 있다              | 2017年3月9日  |
| 2           | 大學一年級最要小心的事情 대학 신입생이 가장 조심해야 하는 것 | 2017年3月11日 |
| 3           | 男朋友喜歡我的真正理由 남친이 나를 좋아하는 진짜 이유        | 2017年3月16日 |
| 4           | 男女之間能成為朋友的理由 남녀가 친구일 때 생기는 일          | 2017年3月18日 |
| 5           | 我的戀人的女性朋友讓我煩心 남친의 여사친이 신경 쓰인다       | 2017年3月23日 |
| 6           | 女朋友說要分手的理由 여자가 헤어지자고 말하는 이유           | 2017年3月25日 |
| 7           | 能讓心跳加快的醉中告白 취중고백이 좋은 이유                  | 2017年3月30日 |
| 8           | 男生陷入愛河的過程 남자가 사랑에 빠지는 과정                 | 2017年4月1日  |
| 特輯        | 잘 통하는 커플이 채팅하는 법!                                | 2017年4月6日  |

## 外部連結
- 戀愛播放列表的Facebook專頁 
- 戀愛播放列表 (第一季) V LIVE 
- 戀愛播放列表 (第一季) （页面存档备份，存于） NAVER TV 
- 戀愛播放列表 (第一季) （页面存档备份，存于） YouTube 